# Sandon (Hertfordshire)
Sandon is een civil parish in het bestuurlijke gebied North Hertfordshire, in het Engelse graafschap Hertfordshire. In 2001 telde het dorp 493 inwoners.